# Малая Сунь
Малая Сунь — село в Мамадышском районе Татарстана. Административный центр Суньского сельского поселения.

## География
Находится в центральной части Татарстана, в 37 км к западу от районного центра — города Мамадыша, на реке Сунь.

## История
Известна с 1680 года как Байгильдин Починок. В исторических документах упоминается также под названиями Кулущи, Покровское.
В XVIII – первой половине XIX века жители относились к сословию государственных крестьян. Их основные занятия в этот период – земледелие и скотоводство.
В «Списке населенных мест по сведениям 1859 года», изданном в 1866 году, населённый пункт упомянут дважды: как казённые деревни Малые Суни (Починок Байгильдин) и По ключу Чучубаш (Малые Суни) 2-го стана Мамадышского уезда Казанской губернии. Располагались при речке Берсуте, на 2-м Чистопольском торговом тракте, в 32 верстах от уездного города Мамадыша и в 13 верстах от становой квартиры в казённой деревне Ахманова (Ишкеево). В первой деревне, в 134 дворах жили 854 человека (421 мужчина и 433 женщины), была мечеть. Во второй деревне, в 3 дворах жили 18 человек (6 мужчин и 12 женщин), была мечеть.
В 1870 году в селе построена мечеть, в 1903 — взамен обветшавшего возведено новое здание.
В конце XIX века построено деревянное здание медресе (в 1908 г. возведено новое здание).
В начале XX века в селе действовали мечеть (сгорела в 1997 г.) и медресе (по одной из версий, медресе действовало с XVII в., здание построено в 1898 г.; памятник архитектуры), водяная мельница, крупообдирка, 5 мелочных лавок. В этот период земельный надел сельской общины составлял 1375,9 десятины.
До 1920 года село входило в Нижне-Суньскую волость Мамадышского уезда Казанской губернии. С 1920 года в составе Мамадышского кантона ТАССР. С 10 августа 1930 года в Мамадышском, с 10 февраля 1935 – в Кзыл-Юлдузском, с 26 марта 1959 — в Мамадышском районах.
В 1930 году в селе образован колхоз «Ирекле». В 1994 году колхоз села преобразован в коллективное предприятие. В 2005 году сельскохозяйственный производственный кооператив — в Мамадышский филиал общества с ограниченной ответственностью «Продовольственная корпорация», в 2007 году — в общество с ограниченной ответственностью «Мамадышская продовольственная корпорация».

## Население
| 1782 | 1859 | 1897 | 1908 | 1920 | 1926 | 1938 | 1949 | 1958 | 1970 | 1979 | 1989 | 2002 | 2010 | 2017 |
| ---- | ---- | ---- | ---- | ---- | ---- | ---- | ---- | ---- | ---- | ---- | ---- | ---- | ---- | ---- |
| 95   | 872  | 1207 | 1327 | 1468 | 1383 | 963  | 812  | 684  | 648  | 558  | 404  | 379  | 352  | 306  |

Национальный состав села — татары.

## Экономика
Жители занимаются полеводством, молочным скотоводством.

## Инфраструктура
В селе действуют неполная средняя школа (с 2015 г.), дом культуры (открыт в 1939 г. как клуб), детский сад (с 1973 г.), библиотека (с 1987 г., по другим сведениям – с 2008 г.), медпункт (с 1955 г.).
В 2016 году, после реконструкции старого здания медресе, открыт новый музей Ф. Яруллина.

## Религия
Мечеть (с 1998 г.).

## Известные люди
- З. Я. Яруллин (по другим сведениям – З. Б. Яруллин) (1888–1964) – пианист-ансамблист, автор музыкальных произведений, отец известных композиторов Фарида З. и Мирсаида З. Яруллиных, участник спектаклей труппы «Сайяр», автор «Марша Тукая»
- М. З. Яруллин (1938–2009) – композитор, педагог, заслуженный деятель искусств ТАССР, Каракалпакской АССР, РСФСР, председатель Союза композиторов ТАССР (в 1977–1989 гг.), лауреат Премии комсомола Татарии им. М. Джалиля